# Michel Donnet
Michel Mike Libert Gabriel Marie, baron Donnet (Richmond, 1 april 1917 – Waterloo, 31 juli 2013) was een Belgisch generaal bij de luchtmacht.

## Familie
De grootvader van Michel, Fernand Donnet (1856-1927) verkreeg, samen met zijn broers Robert Donnet (1896-1979) en Leon Donnet (1866-1925) opname in de erfelijke Belgische adel.
De vader van Michel, jonkheer Jean Donnet (1888-1957) was oorlogsvrijwilliger tijdens de Eerste Wereldoorlog. Hij trouwde einde 1914 in Londen met de Antwerpse Mariquita Eyben (1891-1979). Ze kregen acht kinderen, van wie de eerste drie, onder wie Michel, in Engeland werden geboren.
Michel Donnet trouwde in 1948 met Jacqueline Gautier (°1925) en ze kregen een zoon en vier dochters.

## Levensloop
Donnet nam dienst bij de Belgische luchtmacht in 1938, en behaalde zijn brevet als piloot in 1939. Bij het begin van de Tweede Wereldoorlog behoorde hij tot de 9de Escadrille van het Eerste Luchtvaartregiment. Hij werd krijgsgevangen genomen om pas in 1941 terug te keren naar zijn vaderland.
Hij wist nadien, met de eigenhandig herstelde tweedekker Stampe SV-4, naar Engeland te vluchten ondanks de Duitse bezetting.
Daar sloot hij zich aan bij de RAF waar hij verdere opleiding genoot. Eerst voerde hij het bevel over het No. 64 Squadron RAF en vanaf 1944 over het 350th Squadron -  het eerste Belgische smaldeel dat in Groot-Brittannië werd opgericht - waarmee hij 375 vluchten uitvoerde.
Na de oorlog bleef hij in dienst bij het Belgisch leger, waar hij verschillende topfuncties bekleedde bij de luchtmacht, op het ministerie van defensie en bij de NAVO. Zo was hij onder meer:
- commandant van de Belgische Luchtmacht, sectie jachtvliegtuigen,
- stafchef van de 2e ATAF,
- adjunct algemeen stafchef van het Belgisch leger,
- voorzitter van het NADGE-project binnen de NAVO,
- Belgisch militair attaché in Groot-Brittannië,
- Belgisch vertegenwoordiger in het militair comité van de NAVO.

Hij ging in 1975 met pensioen met de rang van luitenant-generaal (drie sterren), toen de hoogste militaire graad in België.
Hij werd ook nog:
- voorzitter van de Koninklijke Aeroclub van België,
- voorzitter van de koninklijke vereniging van oud-strijders van de RAF,
- voorzitter van de SAAF.

## Eerbetoon
Omwille van zijn inzet kreeg Donnet in Engeland de onderscheidingen
- Distinguished Flying Cross op 19 februari 1943
- Commandeur in de Royal Victorian Order
- Air Crew Europe Star
- 1939-1945 Star

In eigen land kreeg hij 
- Oorlogskruis[3] met 4 Palmen op 21 juli 1942
- Kruis van de Ontsnapten
- Grootofficier in de Leopoldsorde
- Grootofficier in de Kroonorde
- Commandeur in de Orde van Leopold II
- Defensiemedaille
- Medaille van het Bevrijde Frankrijk
- Ridder in het Legioen van Eer

In 1966 werd hij vereerd met de adellijke titel van baron, overdraagbaar op de oudste zoon. Zijn wapenspreuk luidde: Per ardua semper Pro Deo Patriaeque fideles.

## Publicaties
- J'ai volé la liberté, 1968.
- Flight To Freedom, voorwoord door Peter Townsend (RAF-officier), Ian Allan Ltd., Shepperton, 1974
- Ils en étaient! Les escadrilles belges de la RAF, 1991.
- Envols poiur la liberté. Neuf récits d'évasion par air d'Europe occupée, 1941-1943, 1994.
- Ik vloog voor de vrijheid, uitg. De Krijger, 2009.